# Solfjädersbärpickare
Solfjädersbärpickare (Melanocharis versteri) är en fågel i familjen bärpickare inom ordningen tättingar.

## Utseende och läte
Solfjädersbärpickaren är en liten och rätt långstjärtad fågel. Hanen har svart ovansida, grå undersida med vita tofsar på sidorna och vitt längst in på de yttre stjärtpennorna. Honan är istället olivgrön med gula tofsar på sidorna och ett fläckigt band på stjärten där hanen är vit. Honan liknar hona papuasnärtfågel, men har ljusare buk och sidostreck, vitt i stjärten och är ljus runt näbben. Lätet är ett upprepat fallande nasalt "weh!". Ljusa klickande ljud kan också höras.

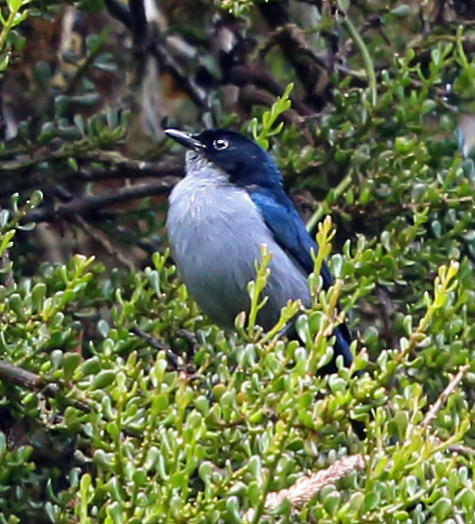

## Utbredning och systematik
Solfjädersbärpickare delas in i fyra underarter:
- Melanocharis versteri versteri – förekommer i nordvästra Nya Guinea (Arfakbergen)
- Melanocharis versteri meeki – förekommer i västra Nya Guinea (Weyland, Nassau, Orange och Hindenbergbergen)
- Melanocharis versteri virago – förekommer i bergen i norra Nya Guinea, centrala höglandet och Huonhalvön
- Melanocharis versteri maculiceps – förekommer i Herzogbergen och berg i sydöstra Nya Guinea

Underarten virago inkluderas ofta i maculiceps.

## Status och hot
Arten har ett stort utbredningsområde, men tros minska i antal, dock inte tillräckligt kraftigt för att den ska betraktas som hotad. Internationella naturvårdsunionen IUCN listar arten som livskraftig (LC).